# 刺萼寒梅
刺萼寒梅（学名：Rubus pectinellus），一名黄泡，為蔷薇科悬钩子属的植物。分布在台湾岛、日本、菲律宾以及中国大陆的四川、福建、湖南、江西、云南、贵州等地，生长于海拔1,000米至3,000米的地区，多生在山地林中，目前尚未由人工引种栽培。